# Courdimanche-sur-Essonne
Courdimanche-sur-Essonne é uma comuna francesa na região administrativa da Ilha de França, no departamento de Essonne. Estende-se por uma área de 5.62 km². Em 2010 a comuna tinha 278 habitantes (densidade: 49,5 hab./km²).